# Соломонові Острови на Олімпійських іграх
Соломонові Острови беруть в літніх Олімпійських іграх з Олімпійських ігор у Лос-Анджелесі у 1984 році. Всього на Олімпійських іграх країну представляли 33 спортсмени (24 чоловіки і 9 жінок), що брали участь у змаганнях з боксу, дзюдо, легкої атлетики, стрільби з лука та важкої атлетики. Найбільші делегації представляли країну на Олімпійських іграх 1988, 1996 і 2012 років (по 4 людини).
У зимових Олімпійських іграх Соломонові Острови участі не брали. Спортсмени Соломонових Островів ніколи не завойовували олімпійських медалей.
Національний олімпійський комітет Соломонових Островів було створено у 1983 році і визнано МОК того ж року.

## Кількість учасників на літніх Олімпійських іграх
| Вид спорту         | 1984 | 1988 | 1992 | 1996  | 2000  | 2004  | 2008  | 2012  | 2016  | Всього |
| ------------------ | ---- | ---- | ---- | ----- | ----- | ----- | ----- | ----- | ----- | ------ |
| Бокс               |      | 1    |      |       |       |       |       |       |       | 1      |
| Важка атлетика     | 1    | 1    | 1    | 1     |       |       | 1 (1) | 1 (1) | (1)   | 6 (3)  |
| Дзюдо              |      |      |      |       |       |       |       | 1     |       | 1      |
| Легка атлетика     | 2    | 1    |      | 3 (1) | 2 (1) | 2 (1) | 2 (1) | 2 (1) | 1 (1) | 15 (6) |
| Стрільба з лука    |      | 1    |      |       |       |       |       |       |       | 1      |
| Всього спортсменів | 3    | 4    | 1    | 4 (1) | 2 (1) | 2 (1) | 3 (2) | 4 (2) | 1 (2) | 24 (9) |

- У дужках наведено кількість жінок у складі збірної